# Dysgonia diffusa
Dysgonia diffusa is een vlinder uit de familie spinneruilen (Erebidae). De wetenschappelijke naam is voor het eerst geldig gepubliceerd in 1921 door Prout.
De soort komt voor in tropisch Afrika.